# واردات غزة

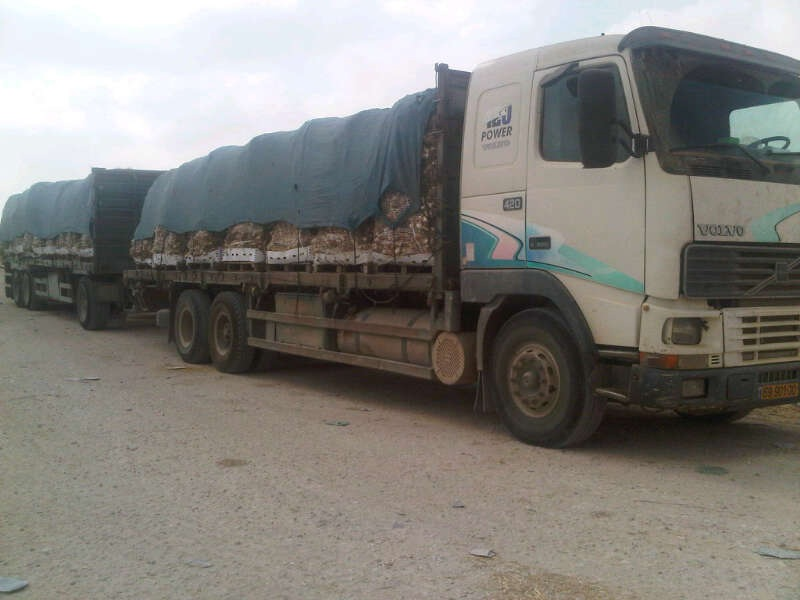
مرور شاحنات البضائع عبر معبر كرم أبو سالم البري، 2011

قُيد استيراد البضائع إلى قطاع غزة بسبب حصار قطاع غزة من قبل إسرائيل ومصر. تسمح إسرائيل بإمدادات إنسانية محدودة من منظمات الإغاثة، بما في ذلك وكالات الأمم المتحدة، إلى قطاع غزة. اعتبارًا من مايو 2010، لقد أحضروا- وفقًا لمنسق أعمال الحكومة في المناطق في الجيش الإسرائيلي- 1.5 مليون لتر من وقود الديزل والبنزين والفواكه والخضروات والقمح والسكر واللحوم والدجاج ومنتجات الأسماك، منتجات الألبان والأعلاف الحيوانية ومنتجات النظافة والملابس والأحذية.
كان الأسمنت، والخشب، والحديد، والماشية، ودواء الحيوان، والآلات الموسيقية، والدفاتر من بين المواد المحظورة قبل يونيو 2010.

## خلفية
بعد فوز حماس في انتخابات عام 2006 للمجلس التشريعي الفلسطيني، شددت إسرائيل ومصر على إغلاق حدود غزة. وتقول إسرائيل:-" إن سبب القيود على استيراد البضائع إلى قطاع غزة؛ هو الضغط على حماس؛ التي لا تعترف بإسرائيل وتدعم الهجمات على مواطنيها." تم حظر مواد البناء بما في ذلك الأنابيب المعدنية والصلب والأسمنت؛ لأنه يمكنهم استخدامها لصُنع الصواريخ وبناء المخابئ والأنفاق تحت الأرض.
في سبتمبر 2007، بعد تكثيف هجمات صواريخ القسام، أعلنت إسرائيل غزة "منطقة معادية"، وأوقفت إسرائيل إمداد الكهرباء والوقود والإمدادات الأخرى إلى غزة. وكان الهدف من الحصار الضغط على حماس؛ لوقف الهجمات الصاروخية، ولحرمانهم من المؤن الضرورية لاستمرار الهجمات الصاروخية. وزعمت أنه بعد استيلاء حماس على غزة وتكثيف هجمات صواريخ القسام، فإنها ليست مسؤولة قانونًا عن غزة؛ وليست ملزمة بمساعدة منطقة معادية؛ بعيدة عن أي شيء ضروري؛ لتجنب أزمة إنسانية. كما أغلقت مصر معبر رفح الحدودي في يونيو 2007، مدعية أنها لا تستطيع فتح معبر رفح بالكامل؛ لأن فتح الحدود بالكامل؛ سيُمثل اعترافًا مصريًا بسيطرة حماس على غزة، ويُقوض شرعية السلطة الوطنية الفلسطينية، ويُكرس الانقسام بين غزة والضفة الغربية.

## الواردات عبر مصر
معبر رفح الحدودي هو المعبر الوحيد بين مصر وقطاع غزة. وقد تم إغلاقه أمام نقل البضائع التجارية منذ عام 2007، وأكدت مصر أنها ستفتح المعبر فقط؛ إذا عادت لحراسة المعبر الحدودي؛ قوات من الحرس الرئاسي للسلطة الفلسطينية وقوة رقابية أوروبية.
في 1 يونيو 2010، فُتحت الحدود جزئياً، وأرسل الهلال الأحمر المصري 30 طناً من الأدوية عبر الحدود في 14 يونيو. وأوضحت وزارة الخارجية المصرية:-" أن المعبر سيبقى مفتوحًا بشكل أساسي أمام الأشخاص وليس للمساعدات، لتمر." قدم مسؤولو اتحاد الأطباء العرب طلبًا إلى السلطات المصرية في 3 يونيو 2010؛ لإرسال 400 طن من المواد الغذائية والبطانيات والمولدات الكهربائية للمستشفيات ومواد البناء من مصر إلى غزة، لكن تم رفض الطلب من قبل السلطات المصرية دون سبب محدد. يعتقد عماد جاد- المحلل السياسي في مركز الأهرام للدراسات السياسية والاستراتيجية المصري- بأن الحكومة يجب أن تبقي معبر رفح تحت السيطرة؛ لأن فتحه بالكامل قد يسمح بتهريب الأسلحة أو المعاملات المالية غير القانونية.
لا تحد مصر من إمدادات الغاز والوقود، على الرغم من أن الوقود المصري أثقل من الوقود الإسرائيلي، فإنه يضر بالسيارات الأحدث في غزة ويُسبب أعطالًا.

## الواردات عبر إسرائيل

### قائمة العناصر
كان الحصار الإسرائيلي بدايةً أكثر تقييدًا؛ وتم تخفيفه بشكل عام بمرور الوقت.

#### بعد يونيو 2010
في 17يونيو 2010، وافقت إسرائيل على تخفيف القيود المفروضة على المواد المسموح بدخولها إلى قطاع غزة.
قائمة رقم. 1: العناصر الخاضعة لإذن محدد
1. الأسلحة والذخائر: ممنوع النقل تحت جميع الظروف عبر حدود إسرائيل دون تصاريح محددة- على النحو المحدد في الأمر الأمني لمراقبة الصادرات( الأسلحة والذخائر) 5768-2008، وفي أمر مراقبة الصادرات( معدات الصواريخ) 5768-2008.
2. السلع والمواد مزدوجة الاستخدام: التي هي عُرضة لاستخدامها- جنبًا إلى جنب مع أغراضها المدنية- لتطوير وإنتاج وتركيب وتعزيز الكفاءات العسكرية والقدرات الإرهابية. تشمل هذه القائمة:
المواد المُدرجة ضمن ترتيب واسينار: كما هو محدد في (2008) المحدث "ترتيب واسينار بشأن ضوابط تصدير الأسلحة والسلع والتقنيات ذات الاستخدام المزدوج- قائمة السلع والتقنيات والذخائر ذات الاستخدام المزدوج.
المواد التي يتم التحكم في دخولها إلى مناطق السلطة الفلسطينية؛ بناءً على التشريعات الإسرائيلية: على سبيل المثال:- المواد والمعدات التي هي عُرضة لاستخدامها في الهجمات الإرهابية، والتكنولوجيا التي يمكن أن يستخدمها الإرهابيون- على النحو المحدد في أمر مراقبة الصادرات الأمنية( المعدات ذات الاستخدام المزدوج الخاضعة للرقابة والمنقولة إلى مناطق السلطة الفلسطينية) 5768-2008 وبأوامر من قائد القيادة المركزية.

#### ما قبل يونيو 2010
وفقًا لتقارير منظمة العفو الدولية والإيكونوميست وهآرتس والأمم المتحدة، قبل يونيو 2010، تم حظر أو تقييد ما يلي:
الطعام؛ وفقًا لتقرير للأمم المتحدة، تم تقييد استيراد العدس والمعكرونة وعصير ومعجون الطماطم. ومنذ ذلك الحين تم السماح بالمعكرونة. كان السكر دائما مسموحا به. تم السماح بالصودا والعصير والمربى والتوابل وكريم الحلاقة ورقائق البطاطس والبسكويت والحلوى الآن. الفواكه ومنتجات الألبان- في عبوات صغيرة- والمنتجات الغذائية المجمدة مسموح بها أيضاً. كان الطعام الجاف، والزنجبيل والشوكولاتة ممنوعاً على درجة واحدة.

### عرض الأسباب
وتقول إسرائيل:-" إن قيود الاستيراد مطبقة للضغط على حماس."
وثيقة حكومية إسرائيلية تم الحصول عليها؛ ردًا على الدعوى القضائية؛ التي تصف الحصار الإسرائيلي بأنه"حرب اقتصادية": "يحق لأي بلد أن تُقرر أن تختار عدم الدخول في علاقات اقتصادية أو تقديم مساعدة اقتصادية للطرف الآخر في الصراع، أو أن ترغب في العمل باستخدام "الحرب الاقتصادية". وأضاف متحدث باسم الحكومة الإسرائيلية في يونيو 2010:-" أن الحصار يهدف إلى تحقيق هدف سياسي، وأن إسرائيل لا تستطيع رفع الحظر كليًا طالما بقيت حماس مسيطرة "على غزة.
في الماضي، أعربت إسرائيل عن قلقها من استخدام حماس لمواد البناء لأغراض عسكرية.

## ردود أفعال
في فبراير 2009، زار السناتور الأمريكي جون كيري (ديمقراطي- ماساتشوستس) غزة وأعرب عن "دهشته" من حظر المواد. سُمح باستيراد المعكرونة بعد ذلك.

## روابط خارجية
- غزة تحت الحصار بي بي سي
- الكشف عن تفاصيل حصار غزة في قضية المحكمة بي بي سي
- أبحاث بي بي سي السرية سمحت مؤخرًا بقائمة المواد المستوردة 05.05.2010
- أحزاب جيشا الفلسطينية- المنظمات الدولية، تجارب الحياة الواقعية على قائمة المواد المحظورة/ المسموح باستيرادها 06.06.2010
- رد دولة إسرائيل على لوائح المواد المحظورة 25.04.2010